# Ragoût napolitain
Le ragoût napolitain (en italien ragù alla napoletana ou ragù napoletano ; en napolitain 'o rraù) une spécialité de Naples,, et l'une des deux variétés les plus notoires de sauces de viande appelées ragù. L'autre variété est originaire de Bologne et est connue en italien sous le nom de ragù bolognese, ragù alla bolognese ou simplement ragù.